# Tanjung Karang (Jati)
Tanjung Karang is een bestuurslaag in het regentschap Kudus van de provincie Midden-Java, Indonesië. Tanjung Karang telt 5085 inwoners (volkstelling 2010).